# خاطرات یک داروساز
خاطرات یک داروساز (ژاپنی: 薬屋のひとりごと هپبورن: Kusuriya no Hitorigoto, «خودگویی داروساز») مجموعه لایت ناولی ژاپنی به قلم ناتسو هیوگا و تصویرسازی توکو شینو است. این مجموعه از سال ۲۰۱۱، به صورت آنلاین در وبگاه انتشارات رمان تولیدی کاربران شوستسوکا نی نارو پخش شده است. سال بعد، توسط انتشارات شوفونوتومو خریداری شد، که در ابتدا این مجموعه را به عنوان یک رمان تک جلدی در سال ۲۰۱۲ و سپس به عنوان یک مجموعه لایت ناول در سال ۲۰۱۴ منتشر کرد.
در سال ۲۰۱۷ با الهام از این سری دو مجموعه مانگا  اقتباس شده است، که یکی توسط اسکوئر انیکس در ماهنامهٔ بیگ گان‌گان و دیگری توسط شوگاکوکان در ماهنامه ساندی جین اکس منتشر شده است. یک مجموعه تلویزیونی انیمه توسط استودیوهای توهو انیمیشن و اوال‌ام و به کارگردانی و نویسندگی نوریهیرو ناگانوما با الهام از این سری دستمایه اقتباس قرار گرفت که از اکتبر ۲۰۲۳ تا مارس ۲۰۲۴ پخش شده است. فصل دوم آن نیز  از ژانویۀ ۲۰۲۵ شروع به پخش گردید.

## داستان
داستان مجموعه در کشوری خیالی برگرفته از امپراتوری چین در زمان دودمان تانگ روایت می‌شود، و دربارهٔ مائومائو، دختری جوان است که به عنوان داروساز در منطقه سرخ کار می‌کند، و پس از ربوده شدن به عنوان خدمتکار به کاخ امپراتوری فروخته می‌شود. با این حال، او همچنان شخصیت کنجکاو و عجیبش را حفظ می‌کند و قصد دارد بدون اینکه توجه کسی را به خود جلب کند، تا اتمام سال‌های بندگی‌اش در آنجا کار کند. در یکی از روزها، پس از شنیدن شایعاتی مبنی بر اینکه نوزادان و همخوابه‌های امپراتور به شدت بیمار هستند، شروع به بررسی علت می‌کند. او با استفاده از تجربه خود به عنوان یک داروساز، معمای بیماری آن‌ها را حل می‌کند. اگرچه او قصد دارد ناشناس بماند، اما اقدامات او در نهایت توجه یک خواجهٔ با نفوذ را به خود جلب می‌کند و به زودی متوجه می‌شود که در حال حل معماهای مختلف برای دربار سلطنتی است.